# 스터닝
스터닝은 대한민국의 전자상거래 디자인 플랫폼이다. 2011년 설립된 디자인 외주 플랫폼 '라우드소싱'과 작품 공유 플랫폼 '노트폴리오'가 2020년 9월에 합병되어 만들어졌다. 21년 9월 60억원 규모의 시리즈 A 브릿지 라운드 투자를 받았다. 투자사로는 DSC 인베스트먼트, 미래에셋벤처투자, 나이스투자파트너스, KDB캐피탈, 신한캐피탈 5곳의 투자사가 투자를 진행하였다.